# Xã Maple, Quận Ida, Iowa
Xã Maple (tiếng Anh: Maple Township) là một xã thuộc quận Ida, tiểu bang Iowa, Hoa Kỳ. Năm 2010, dân số của xã này là 896 người.